# Негастрн
Негастрн (словен. Negastrn) — поселення в общині Моравче, Осреднєсловенський регіон, Словенія. 
Висота над рівнем моря: 464 м.